# 田中和泉
田中和泉（日语：／ Tanaka Izumi */?，1931年8月11日—2020年1月20日），日本商界人物。TBS原社长。

## 生平
1954年早稲田大学第一商学部毕业后进入东京广播公司工作（TBS前身）。1989年至1991年担任社长。任内与苏联达成宇航员协议，将公司职员秋山丰宽送入太空，这使秋山成为首位进入太空的日本人。他还在公司设立了经济部门，是日本商业媒体业界的首次尝试。
2020年1月20日下午1时46分因心脏衰竭去世。